# ميكانيكا التلامس الاحتكاكي
ميكانيكا التلامس هو علم يدرس تشوه الأجسام الصلبة المتلامسة في نقطة واحدة أو أكثر. يمكن تقسيمه إلى قوى ضغط وقوى تلاصق في الاتجاه العمودي على سطح التماس، وقوى احتكاك في الاتجاه المماسي. ميكانيك التلامس الاحتكاكي أو ميكانيك التماسات الاحتكاكية هو علم يدرس تشوه الأجسام في ظل وجود آثار الاحتكاك، في حين يفترض ميكانيك التلامس غير الاحتكاكي عدم وجود هذه الآثار.
يُعنى ميكانيك التلامس الاحتكاكي بعدد كبير من مجالات الدراسة:
- في نطاق الأجسام الكبيرة (المجال الماكروسكوبي أو المجال المرئي بالعين المجردة)، يُطبق لدراسة حركة الأجسام المتلامسة. فعلى سبيل المثال، يعتمد ارتداد كرة مطاطية عن سطح ما على التفاعل الاحتكاكي عند سطح التلامس. هنا يكون للقوة الإجمالية في مقابل الإزاحة الناظمية والإزاحة الجانبية أهمية كبرى.
- في النطاق المتوسط، يعنى المرء بدراسة الإجهادات المحلية، والانفعالات والتشوهات للأجسام المتلامسة في منطقة التلامس وحولها. مثلًا لاشتقاق أو اعتماد نماذج تلامس على المجال المرئي بالعين المجردة، أو لدراسة الاهتراء والضرر الحاصلين على أسطح الأجسام المتلامسة. المجالات التطبيقية لهذا النطاق هي تفاعل الإطارات مع الرصيف وعجلات القطارات مع السكك الحديدية وتحليل المحامل الدحروجية...
- أخيرًا، في المجال المايكروسكوبي (ألمجهري أو الصغري) والنانوي، يُستخدم ميكانيك التلامس لزيادة فهمنا للأنظمة التريبولوجية أو الاحتكاكية (مثلًا في دراسة منشأ الاحتكاك) ولهندسة أجهزة متقدمة كمجاهر القوة الذرية وأجهزة الأنظمة الكهرميكانيكية الصغرية (إم إي إم إس).

يعنى هذا المقال بشكل رئيسي بالنطاق الثاني: أخذ نظرة أساسية على الإجهادات والتشوهات في رقعة التلامس وحولها، دون الاعتناء بتفاصيل آلية حدوث هذه الإجهادات والتشوهات.

## لمحة تاريخية
ساهم العديد من العلماء والمهندسين وعلماء الرياضيات المشاهير في فهمنا للاحتكاك. ومنهم ليوناردو دافنشي وغيلاومي أمونتوس وجون ثيوفيلوس ديساغوليرز وليونارد أويلر وتشارلز-أوغستين دو كولومب. ولاحقًا دعم كل من نيقولاي بافلوفيتش بيتروف وأوزبورن رينولدز وريتشارد شترايبك هذا الفهم بنظريات التشحيم.
دُرس تشوه المواد الصلبة في القرنين السابع عشر والثامن عشر من قبل روبرت هوك وجوزيف لاغرانج، وفي القرن التاسع عشر والعشرين من قبل دالامبير وتيموشينكو. فيما يخص ميكانيك التلامس، كانت مساهمة هاينريش هيرتز مهمة جدًا. فيما بعد، كان للحلول الأساسية التي أوجدها بوسينيسك وتشيروتي أهمية كبرى في دراسة مسائل الاحتكاك التلامسي في النظام المرن (خطيًّا).
ترتبط النتائج الكلاسيكية لمسألة احتكاك حقيقية بأوراق بحثية من قبل ف. دبليو. كارتر (1926) وَهـ. فروم (1927). عرض كلاهما بشكل مستقل علاقة الزحف مع قوة الزحف لأسطوانة على مستوٍ أو لأسطوانتين في حالة تماس تدحرجي ثابت باستخدام قانون كولومب (كولون) للاحتكاك الجاف. تطبق هذه على احتكاك القطارات على السكك الحديدية وفي فهم التأرجح المتزايد ذاتيًّا لمركبات السكك الحديدية. فيما يخص الانزلاق، يعود الفضل في الحلول الكلاسيكية لكل من سي. كاتانيو (1938) وَر. د. ميندلين (1949)، اللذين درسا الانزياح المماسي لكرة على مستوٍ.
زاد الاهتمام بالتماس التدحرجي لعجلات السكك الحديدية في خمسينيات القرن العشرين. في عام 1958، قدم كينيث ل. جونسون حلًّا تقريبيًّا لمسألة الاحتكاك ثلاثي الأبعاد في الهندسة الهيرتزية، في حال أيٍّ من الزحف الجانبي والدوراني. وجد مع آخرين أن الزحف الدوراني (زحف الفتل)، والمتناظر بالنسبة لمركز منطقة التلامس، يؤدي إلى قوة جانبية صافية في شروط التدحرج. يرجع هذا إلى الفروق الطولية (من الأمام إلى الخلف) في توزع الاحتكاكات على رقعة التلامس.
في عام 1967، نشر جووست جاك كالكر أطروحته المفصلية لنيل الدكتوراه عن النظرية الخطية للتلامس التدحرجي. هذه النظرية دقيقة في حال وجود معامل احتكاك لانهائي، وفي هذه الحالة تختفي مساحة الانزلاق، والنظرية تقريبية في حال عدم إهمال الزحف. هي مبنية على افتراض قانون كولومب في الاحتكاك، والذي يتطلب إلى حد ما سطوحًا نظيفة. هذه النظرية هي للأجسام الكبيرة غير مهملة الكتلة كتلامس العجلة بالسكة في السكك الحديدية. فيما يخص احتكاك الإطار بالطريق، تعد المعادلة التي تسمى المعادلة السحرية للإطارات التي أوجدها هانز باسيجكا مساهمة هامة.
في سبعينيات القرن العشرين، صُممت العديد من النماذج العددية، وتحديدًا الحلول المقاربة التنوعية المشتقة من علم حساب المتغيرات، كتلك المعتمدة على نظريتي الوجود والتفرد لدوفو ولايون. تطورت هذه النظريات إلى حلول علم العناصر المنتهية المقاربة لمسائل الاحتكاك بنماذج مادية وبُنى عامة، وحلول مقاربة على أساس مفهوم نصف الفراغ للمسائل التي تدعى مسائل التلامس ناعم الحواف للمواد المرنة خطيًّا. قدم كل من لاورسون وريغرز نماذج من الصنف الأول. ويعد نموذج كالكر التلامسي «كونتاكت» مثالاً على الصنف الأخير.
من مساوئ الحلول التنوعية ذات الأسس الراسخة حاجتها لأوقات حساب كبيرة. لذا أوجدت حلول تقريبية عديدة أخرى كذلك. من النظريات التقريبية المعروفة لمسألة التلامس التدحرجي حل «فاستسيم» المقارب لِكالكر ومعادلة شين-هيدريك-إلكينز وحل بولاتش المقارب.
تتوافر المزيد من المعلومات عن تاريخ مسألة تلامس العجلة/السكة في ورقة كنوثي البحثية. وجمع جونسون في كتابه كمية هائلة من المعلومات عن ميكانيك التلامس ومواضيع تتعلق به. فيما يخص ميكانيك التلامس التدحرجي قدم كالكر أيضًا لمحة عامة عن النظريات المختلفة في هذا المجال. أخيرًا، من المفيد دراسة محتويات دورة سي آي إس إم، والتي توفر مقدمة لمنظورات أكثر تقدمًا في نظرية التلامس التدحرجي.

## تشكيل المسألة
من الأساسي في دراسة مسائل ميكانيك التلامس الاحتكاكي فهم أن الإجهادات على سطح كل جسم متغيرة مكانيًّا. وبالتالي تكون التفاعلات والتشوهات الحاصلة على الأجسام مختلفة حسب المكان أيضًا. يمكن لحركة جزيئات الأجسام المتلامسة أن تكون مختلفة في مواضع مختلفة: في جزء من منطقة التلامس قد تتجاذب جزيئات الأجسام المتلامسة، في حين تحدث حركة نسبية بين الجزيئات في أجزاء أخرى من منطقة التلامس. يدعى هذا الانزلاق النسبي المحلي باسم الانزلاق الصغري (الميكروي أو المجهري).
يظهر تقسيم منطقة التلامس إلى مناطق التصاق (تجاذب) وانزلاق في الحت ومظاهر أخرى. يلاحظ أن الاهتراء يحدث فقط حيث تُصرف الاستطاعة، ما يتطلب إجهادًا وإزاحةً نسبيةً محليةً (انزلاقًا) بين السطحين.
لا يُعرف حجم وشكل منطقة التلامس نفسها ومناطق الالتصاق والانزلاق فيها بشكل مسبق في الحالة العامة. لو كانت هذه المعطيات معروفة، يمكن حل الحقل المرن في كل من الجسمين بشكل مستقل عن الجسم الآخر ولا يمكن اعتبار المسألة مسألة تلامس عندها.
يمكن تمييز ثلاث مكونات مختلفة في مسائل التلامس:
1. أولًا، تشوه في جسمين منفصلين، ناتج عن الأحمال المطبقة على سطحيهما. هذا مجال دراسة الميكانيك العام للأوساط المستمرة. يعتمد بشكل كبير على الشكل الهندسي للأجسام وسلوكهما البنيوي المادي (مثلًا، رد الفعل المرن مقابل اللدن والبنية المتجانسة مقابل متعددة الطبقات...)
2. ثانيًا، الحركة الكلية للجسمين بالنسبة لبعضهما البعض. فالجسمان يمكن أن يكونا في حالة الراحة (السكون) أو يقتربان من بعضهما بسرعة (الصدم) ويمكن أن يتحركا بالنسبة لبعضهما (انزلاق) أو يدورا (تدحرج) على بعضهما البعض. تُدرس هذه الحركات الكلية عمومًا في الميكانيك الكلاسيكي (ألتقليدي).
3. أخيرًا، العمليات على سطح التلامس: الضغط والالتصاق في الاتجاه العمودي على سطح التلامس والاحتكاك والانزلاق الصغري في الاتجاهات المماسية.

المجال الأخير هو الاهتمام الرئيسي لميكانيك التلامس. يوصف وفقًا لما يسمى شروط التلامس. بالنسبة للاتجاه العمودي على سطح التلامس في مسألة التلامس الناظمي، تكون آثار الالتصاق عادةً صغيرة (عند مقاييس فراغية أكبر) وتطبق عادةً الشروط التالية:
1. المسافة {\displaystyle e_{n}} بين السطحين يجب أن تكون صفرية (تلامس) أو موجبة تمامًا (انفصال، {\displaystyle e_{n}>0})؛
2. الإجهاد الناظمي {\displaystyle p_{n}} المؤثر على كل جسم صفري (انفصال) أو انضغاطي ({\displaystyle p_{n}>0} في حالة التلامس).

رياضيًّا: {\displaystyle e_{n}\geq 0,p_{n}\geq 0,e_{n}\cdot p_{n}=0\,\!}. هنا {\displaystyle e_{n},p_{n}} تابعان متعلقان بالمكان على سطحي الجسمين.
في الاتجاهات المماسية تستخدم الشروط التالية عادةً:
1. إجهاد القص المحلي (المماسي) {\displaystyle {\vec {p}}=(p_{x},p_{y})^{\mathsf {T}}\,\!} (بافتراض أن الاتجاه الناظمي موازٍ لمحور {\displaystyle z}) لا يمكن أن يتجاوز قيمة أعظمية معينة تتعلق بالمكان، والتي تسمى حد الاحتكاك {\displaystyle g}.
2. عندما تكون طويلة (شدة) الاحتكاك المماسي أقل من حد الاحتكاك {\displaystyle \|{\vec {p}}\|<g\,\!}، يتلاصق السطحان المتقابلان مع بعضهما ويختفي الانزلاق الصغري {\displaystyle {\vec {s}}=(s_{x},s_{y})^{\mathsf {T}}={\vec {0}}\,\!}.
3. يحدث الانزلاق الصغري حيث تكون الاحتكاكات المماسية عند حد الاحتكاك؛ يكون عندها اتجاه الاحتكاك المماسي معاكسًا لاتجاه الانزلاق الصغري {\displaystyle {\vec {p}}=-g{\vec {s}}/\|{\vec {s}}\|\,\!}.

الشكل الدقيق لحد الاحتكاك هو ما يعرف باسم قانون الاحتكاك المحلي. لإيجاده نطبق قانون كولومب الشامل للاحتكاك المحلي: {\displaystyle \|{\vec {p}}\|\leq g=\mu p_{n}\,\!}، حيث {\displaystyle \mu } معامل الاحتكاك. يمكن استخدام معادلات أكثر تفصيلًا، كمعادلات يعتمد فيها {\displaystyle \mu } على درجة الحرارة {\displaystyle T} وسرعة الانزلاق المحلية {\displaystyle \|{\vec {s}}\|}